# 玩謝天王巨星
《瘋狂競賽片》 ﹙[Competencia oficial] 错误：{{Lang-xx}}：冲突：|links= 和 |link=（帮助）﹚是一部2021年西班牙和阿根廷合拍的喜劇片，由加斯頓·杜普拉特和馬里亞諾·科恩執導 並與安祖斯·杜普拉特共同編寫劇本。 主演陣容包括安东尼奥·班德拉斯、佩内洛普·克鲁兹和奥斯卡·马丁内兹。

## 演員
- 安东尼奥·班德拉斯飾演Félix Rivero
- 佩内洛普·克鲁兹飾演Lola Cuevas
- 奥斯卡·马丁内兹飾演Iván Torres
- 佩拉·卡斯楚（英语：Pilar Castro）
- 艾琳·埃斯科拉（英语：Irene Escolar）飾演Diana Suárez[3]
- 曼諾羅·索洛（英语：Manolo Solo）[4]
- 卡羅斯·伊波利托（英语：Carlos Hipólito）
- 何塞·路易斯·戈麥斯（英语：José Luis Gómez (actor)）飾演Humberto Suárez[3]
- 納戈雷·阿蘭布魯
- 克爾多·歐拉拜利飾演Darío
- 胡安·格蘭迪內蒂

## 製作
2020年1月，安东尼奥·班德拉斯、佩内洛普·克鲁兹、奥斯卡·马丁内兹、佩拉·卡斯楚、艾琳·埃斯科拉、卡羅斯·伊波利托、何塞·路易斯·戈麥斯、納戈雷·阿蘭布魯、克爾多·歐拉拜利和胡安·格蘭迪內蒂加入演出陣容。
主要拍攝在2020年2月開始。2020年3月，拍攝因COVID-19而中斷。2020年9月恢復拍攝，2020年10月宣布殺青。

## 發行
電影於2021年9月4日在第78屆威尼斯影展全球首映。它還在2021年9月的多倫多國際電影節上映。博伟將在西班牙發行該片。
Star+獲得拉丁美洲的分銷權。這部電影定於2022年3月17日在阿根廷上映。IFC電影公司購買了美國的影院發行權。

## 評價
匯總媒體爛番茄根據16條評論打出100%的腐爛度。平均得分8.2/10。

## 外部連結
- 互联网电影数据库（IMDb）上《玩謝天王巨星》的资料（英文）
- 豆瓣电影上《玩謝天王巨星》的資料 （简体中文）